# TTC Brauweiler 1948
Der Tischtennisclub Grün Weiß Brauweiler 1948, kurz TTC Brauweiler 1948, ist ein Sportverein aus Brauweiler in Pulheim im Rhein-Erft-Kreis in Nordrhein-Westfalen. 

## Geschichte
Der Verein wurde 1948 als reiner Tischtennisverein gegründet. 27 Jahre später erfolgte mit der Gründung einer Badmintonabteilung die Aufnahme einer zweiten Sportart in den Verein. Die Tennisabteilung wurde durch Mitgliederbeschluss und Satzungsänderung am 21. Juni 1979 ins Leben gerufen. Mit diesen drei Sparten existiert der Verein bis in die heutige Zeit hinein.

## Erfolge

### Badminton
Im Badminton konnte der Verein bisher seine größten Erfolge feiern. Von 1985 bis 1992 spielte die erste Mannschaft des Vereins in der 1. Bundesliga. Nach zwei Jahren in der 2. Bundesliga gelang der Wiederaufstieg in die 1. Liga. Die Klasse konnte man jedoch nur für eine Saison halten.
| Saison    | Veranstaltung                                   | Disziplin    | Platz | Name                                                                                 |
| --------- | ----------------------------------------------- | ------------ | ----- | ------------------------------------------------------------------------------------ |
| 1979/1980 | Deutsche Mannschaftsmeisterschaft U14           | Mannschaft   | 1     | TTC Brauweiler 1948                                                                  |
| 1979/1980 | Deutsche Einzelmeisterschaft U14                | Herrendoppel | 1     | Guido Schänzler / Christian Diekmann (TTC Brauweiler 1948 / TuS Eintracht Bielefeld) |
| 1980/1981 | Deutsche Einzelmeisterschaft U14                | Dameneinzel  | 1     | Birgit Zorn (TTC Brauweiler 1948)                                                    |
| 1981/1982 | Deutsche Einzelmeisterschaft U16                | Herrendoppel | 1     | Christian Diekmann / Guido Schänzler (TuS Eintracht Bielefeld / TTC Brauweiler 1948) |
| 1981/1982 | Deutsche Einzelmeisterschaft U16                | Herreneinzel | 1     | Guido Schänzler (TTC Brauweiler 1948)                                                |
| 1981/1982 | Deutsche Mannschaftsmeisterschaft U18           | Mannschaft   | 1     | TTC Brauweiler 1948                                                                  |
| 1982/1983 | Deutsche Einzelmeisterschaft U16                | Damendoppel  | 1     | Birgit Zorn / Stefanie Peters (TTC Brauweiler 1948)                                  |
| 1982/1983 | Deutsche Einzelmeisterschaft U18                | Mixed        | 1     | Markus Türnich / Christine Skropke (TTC Brauweiler 1948 / DJK Stolberg)              |
| 1982/1983 | Deutsche Mannschaftsmeisterschaft U18           | Mannschaft   | 1     | TTC Brauweiler 1948                                                                  |
| 1983/1984 | Deutsche Internationale Juniorenmeisterschaften | Mixed        | 1     | Guido Schänzler / Birgit Zorn (TTC Brauweiler)                                       |
| 1983/1984 | Deutsche Einzelmeisterschaft U22                | Mixed        | 1     | Guido Schänzler / Katrin Schmidt (TTC Brauweiler 1948 / 1. Pfälzer BC Neustadt)      |
| 1983/1984 | Deutsche Internationale Juniorenmeisterschaften | Herrendoppel | 1     | Guido Schänzler / Christian Diekmann (TTC Brauweiler / TuS Eintracht Bielefeld)      |
| 1983/1984 | Deutsche Einzelmeisterschaft U18                | Herrendoppel | 1     | Guido Schänzler / Christian Diekmann (TTC Brauweiler 1948 / TuS Eintracht Bielefeld) |
| 1983/1984 | Deutsche Mannschaftsmeisterschaft U18           | Mannschaft   | 1     | TTC Brauweiler 1948                                                                  |
| 1983/1984 | Deutsche Einzelmeisterschaft U18                | Herreneinzel | 1     | Guido Schänzler (TTC Brauweiler 1948)                                                |
| 1983/1984 | Deutsche Einzelmeisterschaft U16                | Damendoppel  | 1     | Andrea Sotta / Sigrid Möller (1. BC Leverkusen / TTC Brauweiler 1948)                |
| 1983/1984 | Deutsche Einzelmeisterschaft U18                | Mixed        | 1     | Markus Türnich / Christine Skropke (TTC Brauweiler 1948 / DJK Stolberg)              |
| 1984/1985 | Deutsche Einzelmeisterschaft U22                | Herrendoppel | 1     | Guido Schänzler / Ralf Rausch (TTC Brauweiler 1948 / SC Bayer 05 Uerdingen)          |
| 1984/1985 | Deutsche Mannschaftsmeisterschaft U18           | Mannschaft   | 1     | TTC Brauweiler 1948                                                                  |
| 1984/1985 | Deutsche Einzelmeisterschaft U16                | Herreneinzel | 1     | Kai Jeromin (TTC Brauweiler 1948)                                                    |
| 1984/1985 | Deutsche Einzelmeisterschaft                    | Herrendoppel | 3     | Ralf Rausch (FC Bayer 05 Uerdingen) / Guido Schänzler (TTC Brauweiler)               |
| 1985/1986 | Deutsche Mannschaftsmeisterschaft U14           | Mannschaft   | 1     | TTC Brauweiler 1948                                                                  |
| 1985/1986 | Deutsche Einzelmeisterschaft U22                | Herreneinzel | 1     | Guido Schänzler (TTC Brauweiler 1948)                                                |
| 1985/1986 | Deutsche Mannschaftsmeisterschaft U18           | Mannschaft   | 1     | TTC Brauweiler 1948                                                                  |
| 1985/1986 | Deutsche Einzelmeisterschaft U22                | Herrendoppel | 1     | Guido Schänzler / Ralf Rausch (TTC Brauweiler 1948 / SC Bayer 05 Uerdingen)          |
| 1985/1986 | Deutsche Einzelmeisterschaft                    | Herrendoppel | 2     | Harald Klauer (1. DBC Bonn) / Guido Schänzler (TTC Brauweiler)                       |
| 1986/1987 | Deutsche Einzelmeisterschaft U14                | Herrendoppel | 1     | Jörg Mann / Oliver Pongratz (TTC Brauweiler 1948 / TSV Mindelheim)                   |
| 1986/1987 | Deutsche Einzelmeisterschaft U14                | Damendoppel  | 1     | Anke Bochow / Sylvia Reyss (TTC Brauweiler 1948)                                     |
| 1986/1987 | Deutsche Mannschaftsmeisterschaft U14           | Mannschaft   | 1     | TTC Brauweiler 1948                                                                  |
| 1986/1987 | Deutsche Einzelmeisterschaft U22                | Herreneinzel | 1     | Robert Neumann (TTC Brauweiler 1948)                                                 |
| 1986/1987 | Deutsche Einzelmeisterschaft                    | Dameneinzel  | 3     | Kirsten Schmieder (TTC Brauweiler)                                                   |
| 1986/1987 | Deutsche Einzelmeisterschaft                    | Mixed        | 3     | Guido Schänzler / Karen Schmieder (TTC Brauweiler)                                   |
| 1986/1987 | Deutsche Einzelmeisterschaft                    | Herreneinzel | 3     | Stephan Kuhl (TTC Brauweiler)                                                        |
| 1986/1987 | Deutsche Einzelmeisterschaft                    | Herrendoppel | 3     | Guido Schänzler / Stephan Kuhl (TTC Brauweiler)                                      |
| 1986/1987 | Deutsche Einzelmeisterschaft                    | Damendoppel  | 1     | Kirsten Schmieder / Petra Dieris Wierichs (TTC Brauweiler 1948)                      |
| 1986/1987 | Deutsche Einzelmeisterschaft                    | Herreneinzel | 1     | Guido Schänzler (TTC Brauweiler 1948)                                                |
| 1986/1987 | Deutsche Einzelmeisterschaft U22                | Mixed        | 1     | Stephan Kuhl / Katrin Schmidt (TTC Brauweiler 1948 / TuS Wiebelskirchen)             |
| 1986/1987 | Deutsche Mannschaftsmeisterschaft               | Mannschaft   | 3     | TTC Pulheim-Brauweiler                                                               |
| 1987/1988 | Deutsche Einzelmeisterschaft                    | Herrendoppel | 2     | Guido Schänzler / Gerhard Treitinger (TTC Brauweiler / Fortuna Regensburg)           |
| 1987/1988 | Deutsche Einzelmeisterschaft U16                | Herrendoppel | 1     | Jörg Mann / Oliver Pongratz (TTC Brauweiler 1948 / TSV Mindelheim)                   |
| 1987/1988 | Westdeutsche Einzelmeisterschaft                | Dameneinzel  | 1     | Kirsten Schmieder (TTC Brauweiler 1948)                                              |
| 1987/1988 | Deutsche Mannschaftsmeisterschaft U18           | Mannschaft   | 1     | TTC Brauweiler 1948                                                                  |
| 1987/1988 | Deutsche Einzelmeisterschaft U18                | Herreneinzel | 1     | Gordon Teigelkämper (TTC Brauweiler 1948)                                            |
| 1987/1988 | Deutsche Einzelmeisterschaft U22                | Herreneinzel | 1     | Guido Schänzler (TTC Brauweiler 1948)                                                |
| 1987/1988 | Deutsche Einzelmeisterschaft                    | Herreneinzel | 1     | Guido Schänzler (TTC Brauweiler 1948)                                                |
| 1987/1988 | Deutsche Einzelmeisterschaft                    | Damendoppel  | 1     | Kirsten Schmieder / Katrin Schmidt (TTC Brauweiler / TuS Wiebelskirchen)             |
| 1987/1988 | Deutsche Einzelmeisterschaft U22                | Herrendoppel | 1     | Robert Neumann / Stephan Kuhl (TTC Brauweiler 1948 / FC Langenfeld)                  |
| 1988/1989 | Deutsche Einzelmeisterschaft                    | Herrendoppel | 3     | Guido Schänzler / Gerhard Treitinger (TTC Brauweiler / Fortuna Regensburg)           |
| 1988/1989 | Deutsche Einzelmeisterschaft                    | Herreneinzel | 1     | Guido Schänzler (TTC Brauweiler 1948)                                                |
| 1988/1989 | Deutsche Einzelmeisterschaft U16                | Mixed        | 1     | Oliver Pongratz / Sylvia Reyss (TSV Mindelheim / TTC Brauweiler 1948)                |
| 1988/1989 | Deutsche Einzelmeisterschaft U16                | Damendoppel  | 1     | Anke Bochow / Sylvia Reyss (TTC Brauweiler 1948)                                     |
| 1988/1989 | Deutsche Einzelmeisterschaft U16                | Dameneinzel  | 1     | Sylvia Reyss (TTC Brauweiler 1948)                                                   |
| 1988/1989 | Deutsche Einzelmeisterschaft U14                | Damendoppel  | 1     | Sandra Beißel / Nicole Grether (TTC Brauweiler / TSG Schopfheim)                     |
| 1988/1989 | Westdeutsche Einzelmeisterschaft U12            | Herreneinzel | 1     | Ullmann Lutz (TTC Brauweiler 1948)                                                   |
| 1989/1990 | Deutsche Einzelmeisterschaft                    | Herrendoppel | 3     | Harald Klauer / Volker Renzelmann (SSV Heiligenwald / TTC Brauweiler)                |
| 1989/1990 | Deutsche Einzelmeisterschaft                    | Damendoppel  | 3     | Tanja Münch / Martina Stropnik (TTC Brauweiler / Bottroper BG)                       |
| 1989/1990 | Deutsche Mannschaftsmeisterschaft U18           | Mannschaft   | 1     | TTC Brauweiler 1948                                                                  |
| 1989/1990 | Deutsche Einzelmeisterschaft                    | Herreneinzel | 1     | Volker Renzelmann (TTC Brauweiler 1948)                                              |
| 1990/1991 | Deutsche Einzelmeisterschaft U16                | Damendoppel  | 1     | Nicole Grether / Sandra Beißel (BC Brombach / TTC Brauweiler 1948)                   |
| 1990/1991 | Deutsche Einzelmeisterschaft U18                | Mixed        | 1     | Jörg Mann / Anke Bochow (TTC Brauweiler 1948)                                        |
| 1990/1991 | Deutsche Einzelmeisterschaft                    | Herreneinzel | 3     | Detlef Poste (TTC Brauweiler)                                                        |
| 1990/1991 | Deutsche Einzelmeisterschaft U18                | Dameneinzel  | 1     | Sylvia Reyss (TTC Brauweiler 1948)                                                   |
| 1990/1991 | Deutsche Mannschaftsmeisterschaft U18           | Mannschaft   | 1     | TTC Brauweiler 1948                                                                  |
| 1991/1992 | Deutsche Einzelmeisterschaft U18                | Dameneinzel  | 1     | Sandra Beißel (TTC Brauweiler 1948)                                                  |
| 1991/1992 | Deutsche Einzelmeisterschaft U18                | Damendoppel  | 1     | Sandra Beißel / Nicole Grether (TTC Brauweiler 1948 / BC Lörrach-Brombach)           |
| 1991/1992 | Deutsche Einzelmeisterschaft                    | Herreneinzel | 1     | Detlef Poste (TTC Brauweiler 1948)                                                   |
| 1992/1993 | Deutsche Einzelmeisterschaft                    | Damendoppel  | 1     | Nicole Grether / Sandra Beißel (SSV Heiligenwald / TTC Brauweiler)                   |
| 1993/1994 | Deutsche Einzelmeisterschaft                    | Damendoppel  | 3     | Sandra Beißel / Nicole Grether (TTC Brauweiler / SSV Heiligenwald)                   |
| 1993/1994 | Deutsche Einzelmeisterschaft                    | Herrendoppel | 3     | Thomas Berger / Björn Siegemund (SSV Heiligenwald / TTC Brauweiler)                  |
| 1993/1994 | Deutsche Einzelmeisterschaft U14                | Herrendoppel | 1     | Gregor Hönscheid / Björn Joppien (TTC Brauweiler 1948 / FC Langenfeld)               |
| 1994/1995 | Deutsche Einzelmeisterschaft U14                | Mixed        | 1     | Björn Joppien / Petra Overzier (FC Langenfeld / TTC Brauweiler 1948)                 |
| 1994/1995 | Deutsche Einzelmeisterschaft                    | Mixed        | 3     | Uwe Ossenbrink / Viola Rathgeber (TTC Brauweiler / BC Eintracht Südring Berlin)      |
| 1994/1995 | Deutsche Einzelmeisterschaft U22                | Damendoppel  | 1     | Nicole Grether / Sandra Beißel (SSV Heiligenwald / TTC Brauweiler 1948)              |
| 1994/1995 | Westdeutsche Einzelmeisterschaft U12            | Herrendoppel | 1     | Zwiebler Marc / Thottungal Joshy (1. BC Beuel / TTC Brauweiler 1948)                 |
| 1994/1995 | Deutsche Einzelmeisterschaft                    | Herrendoppel | 2     | Kai Mitteldorf / Uwe Ossenbrink (FC Bayer 05 Uerdingen / TTC Brauweiler)             |
| 1994/1995 | Deutsche Einzelmeisterschaft U14                | Damendoppel  | 1     | Petra Overzier / Anne Hönscheid (TTC Brauweiler 1948)                                |
| 1994/1995 | Deutsche Einzelmeisterschaft                    | Damendoppel  | 2     | Sandra Beißel / Nicole Grether (TTC Brauweiler / SSV Heiligenwald)                   |
| 1994/1995 | Deutsche Einzelmeisterschaft U14                | Dameneinzel  | 1     | Petra Overzier (TTC Brauweiler 1948)                                                 |
| 1994/1995 | Westdeutsche Einzelmeisterschaft U22            | Mixed        | 1     | Hukriede Marco / Willems Jessica (TTC Brauweiler 1948 / FC Langenfeld)               |
| 1994/1995 | Westdeutsche Einzelmeisterschaft U12            | Mixed        | 1     | Zwiebler Marc / Overzier Birgit (1. BC Beuel / TTC Brauweiler 1948)                  |
| 1995/1996 | Deutsche Einzelmeisterschaft U16                | Mixed        | 1     | Gregor Hönscheid / Katrin Piotrowski (TTC Brauweiler 1948 / PSV Gelsenkirchen-Buer)  |
| 1995/1996 | Deutsche Einzelmeisterschaft U18                | Dameneinzel  | 1     | Petra Overzier (TTC Brauweiler 1948)                                                 |
| 1995/1996 | Deutsche Einzelmeisterschaft U14                | Dameneinzel  | 1     | Petra Overzier (TTC Brauweiler 1948)                                                 |
| 1995/1996 | Deutsche Einzelmeisterschaft U14                | Damendoppel  | 1     | Lisa Maywald / Birgit Overzier (1. BC Beuel / TTC Brauweiler 1948)                   |
| 1995/1996 | Deutsche Einzelmeisterschaft U16                | Herrendoppel | 1     | Gregor Hönscheid / Björn Joppien (TTC Brauweiler 1948 / FC Langenfeld)               |
| 1995/1996 | Deutsche Einzelmeisterschaft U22                | Damendoppel  | 1     | Sandra Beißel / Nicole Grether (TTC Brauweiler 1948 / SSV Heiligenwald)              |
| 1996/1997 | Deutsche Einzelmeisterschaft U16                | Damendoppel  | 1     | Anne Hönscheid / Petra Overzier (TTC Brauweiler 1948)                                |
| 1996/1997 | Deutsche Einzelmeisterschaft U14                | Mixed        | 1     | Marc Zwiebler / Birgit Overzier (1. BC Beuel / TTC Brauweiler 1948)                  |
| 1996/1997 | Deutsche Einzelmeisterschaft U14                | Damendoppel  | 1     | Birgit Overzier / Natalie Tropf (TTC Brauweiler / SSV Waghäusel)                     |
| 1996/1997 | Deutsche Einzelmeisterschaft U14                | Herrendoppel | 1     | Cai-Simon Preuten / Joshy Thottungal (BV Wesel Rot-Weiss / TTC Brauweiler 1948)      |
| 1996/1997 | Deutsche Einzelmeisterschaft U14                | Dameneinzel  | 1     | Birgit Overzier (TTC Brauweiler 1948)                                                |
| 1996/1997 | Deutsche Einzelmeisterschaft U22                | Damendoppel  | 1     | Sandra Beißel / Nicole Pitro (TTC Brauweiler 1948 / TuS Wiebelskirchen)              |
| 1996/1997 | Deutsche Einzelmeisterschaft U16                | Dameneinzel  | 1     | Petra Overzier (TTC Brauweiler 1948)                                                 |
| 1996/1997 | Deutsche Einzelmeisterschaft U16                | Mixed        | 1     | Björn Joppien / Petra Overzier (FC Langenfeld / TTC Brauweiler 1948)                 |
| 1997/1998 | Deutsche Einzelmeisterschaft U19                | Damendoppel  | 1     | Anne Hönscheid / Petra Overzier (TTC Brauweiler 1948)                                |
| 1997/1998 | Deutsche Einzelmeisterschaft U17                | Mixed        | 1     | Björn Joppien / Petra Overzier (FC Langenfeld / TTC Brauweiler 1948)                 |
| 1997/1998 | Deutsche Einzelmeisterschaft U17                | Dameneinzel  | 1     | Petra Overzier (TTC Brauweiler 1948)                                                 |
| 1997/1998 | Deutsche Einzelmeisterschaft U15                | Dameneinzel  | 1     | Birgit Overzier (TTC Brauweiler 1948)                                                |
| 1997/1998 | Deutsche Einzelmeisterschaft U19                | Dameneinzel  | 1     | Anne Hönscheid (TTC Brauweiler 1948)                                                 |
| 1997/1998 | Deutsche Einzelmeisterschaft U15                | Mixed        | 1     | Marc Zwiebler / Birgit Overzier (1. BC Beuel / TTC Brauweiler 1948)                  |
| 1997/1998 | Deutsche Einzelmeisterschaft U15                | Damendoppel  | 1     | Birgit Overzier / Sandra Marinello (TTC Brauweiler / DJK Thomasstadt Kempen)         |
| 1998/1999 | Deutsche Einzelmeisterschaft U15                | Mixed        | 1     | Marc Zwiebler / Birgit Overzier (1. BC Beuel / TTC Brauweiler 1948)                  |
| 1998/1999 | Deutsche Einzelmeisterschaft                    | Dameneinzel  | 3     | Petra Overzier (TTC Brauweiler)                                                      |
| 1998/1999 | Deutsche Einzelmeisterschaft                    | Damendoppel  | 3     | Anne Hönscheid / Petra Overzier (TTC Brauweiler)                                     |
| 1998/1999 | Deutsche Einzelmeisterschaft U17                | Dameneinzel  | 1     | Petra Overzier (TTC Brauweiler 1948)                                                 |
| 1998/1999 | Deutsche Einzelmeisterschaft U19                | Mixed        | 1     | Björn Joppien / Petra Overzier (FC Langenfeld / TTC Brauweiler 1948)                 |
| 1998/1999 | Deutsche Einzelmeisterschaft U15                | Dameneinzel  | 1     | Birgit Overzier (TTC Brauweiler 1948)                                                |
| 1998/1999 | Deutsche Einzelmeisterschaft U19                | Dameneinzel  | 1     | Anne Hönscheid (TTC Brauweiler 1948)                                                 |
| 1998/1999 | Deutsche Einzelmeisterschaft U19                | Damendoppel  | 1     | Petra Overzier / Anne Hönscheid (TTC Brauweiler 1948)                                |
| 1999/2000 | Deutsche Einzelmeisterschaft U19                | Dameneinzel  | 1     | Petra Overzier (TTC Brauweiler 1948)                                                 |
| 1999/2000 | Deutsche Einzelmeisterschaft U19                | Mixed        | 1     | Björn Joppien / Petra Overzier (FC Langenfeld / TTC Brauweiler 1948)                 |
| 1999/2000 | Deutsche Einzelmeisterschaft                    | Mixed        | 1     | Christian Mohr / Anne Hönscheid (FC Langenfeld / TTC Brauweiler)                     |
| 1999/2000 | Deutsche Einzelmeisterschaft U17                | Damendoppel  | 1     | Sandra Marinello / Birgit Overzier (BV Wesel Rot-Weiss / TTC Brauweiler 1948)        |
| 1999/2000 | Deutsche Einzelmeisterschaft                    | Dameneinzel  | 2     | Petra Overzier (TTC Brauweiler)                                                      |
| 1999/2000 | Deutsche Einzelmeisterschaft                    | Damendoppel  | 2     | Karen Stechmann / Anne Hönscheid (FC Langenfeld / TTC Brauweiler)                    |
| 1999/2000 | Deutsche Einzelmeisterschaft U17                | Mixed        | 1     | Marc Zwiebler / Birgit Overzier (1. BC Beuel / TTC Brauweiler 1948)                  |
| 2000/2001 | Deutsche Einzelmeisterschaft U17                | Mixed        | 1     | Marc Zwiebler / Birgit Overzier (1. BC Beuel / TTC Brauweiler 1948)                  |
| 2000/2001 | Deutsche Einzelmeisterschaft U17                | Dameneinzel  | 1     | Birgit Overzier (TTC Brauweiler 1948)                                                |
| 2000/2001 | Deutsche Einzelmeisterschaft                    | Dameneinzel  | 2     | Petra Overzier (TTC Brauweiler)                                                      |
| 2000/2001 | Deutsche Einzelmeisterschaft                    | Mixed        | 3     | Boris Reichel / Birgit Overzier (SC Bayer 05 Uerdingen / TTC Brauweiler)             |
| 2000/2001 | Deutsche Einzelmeisterschaft                    | Damendoppel  | 3     | Anika Sietz / Petra Overzier (GW Wiesbaden / TTC Brauweiler)                         |
| 2000/2001 | Deutsche Einzelmeisterschaft U19                | Mixed        | 1     | Jan Junker / Petra Overzier (1. BC Westpfalz Hütschenhausen / TTC Brauweiler 1948)   |
| 2000/2001 | Deutsche Einzelmeisterschaft U19                | Dameneinzel  | 1     | Petra Overzier (TTC Brauweiler 1948)                                                 |
| 2001/2002 | Deutsche Einzelmeisterschaft                    | Mixed        | 2     | Boris Reichel / Birgit Overzier (TuS Gildehaus / TTC Brauweiler)                     |
| 2001/2002 | Deutsche Einzelmeisterschaft                    | Damendoppel  | 2     | Petra Overzier / Anika Sietz (TTC Brauweiler / PSV Ludwigshafen)                     |
| 2001/2002 | Deutsche Einzelmeisterschaft U15                | Herrendoppel | 1     | Florian Teller / Björn Hoedemaker (TTC Brauweiler / TV Refrath)                      |
| 2001/2002 | Deutsche Einzelmeisterschaft                    | Dameneinzel  | 1     | Petra Overzier (TTC Brauweiler)                                                      |
| 2002/2003 | Deutsche Einzelmeisterschaft                    | Dameneinzel  | 1     | Petra Overzier (TTC Brauweiler)                                                      |
| 2002/2003 | Deutsche Einzelmeisterschaft U15                | Mixed        | 1     | Björn Biering / Marina Wöhning (DHfK Leipzig / TTC Brauweiler)                       |
| 2006/2007 | Deutsche Einzelmeisterschaft O60                | Herrendoppel | 1     | Gerhard Michaelis / Gregor Bartmann (TuS Eintracht Bielefeld / TTC Brauweiler)       |
| 2008/2009 | Deutsche Einzelmeisterschaft O60                | Herrendoppel | 1     | Gregor Bartmann / Gerhard Michaelis (TTC Brauweiler / TuS Ein. Bielefeld)            |